# Filips d'Ongnies
Filips d'Ongnies of Philippe d'Oignies of ook nog d'Ognies (ca. 1570 - 10 oktober 1638) was burgemeester van Brugge.

## Levensloop
Filips d'Ongnies was heer van Billy, en behoorde tot de adellijke familie d'Ongnies, hoewel zijn filiatie in de bestaande genealogieën niet met zekerheid wordt weergegeven. 
Hij was schepen en burgemeester in een tijd dat actief jacht werd gehouden op heksen. Hij behoorde tot degenen in het stadsbestuur die de van hekserij verdachte vrouwen ondervroegen en lieten folteren.
In 1599 werd hij lid van de Sint-Jorisgilde van kruisboogschutters.
Hij was voogd van het Sint-Magdalenagodshuis en werd in de Magdalenakerk begraven, samen met zijn echtgenote Catharina Jacobs (†15 juni 1636).

## Stadsbestuur
D'Ongnies doorliep een uitgebreid curriculum in het stadsbestuur, als volgt:
- 1595-1596: schepen
- 1596-1597: schepen
- 1597-1598: hoofdman van een sestendeel
- 1599-1600: schepen
- 1602-1603: schepen
- 1603-1604: raadslid
- 1604-1605: schepen
- 1605-1606: raadslid
- 1606-1607: schepen
- 1607-1608: schepen
- 1608-1609: schepen
- 1609-1610: raadslid
- 1610-1611: schepen
- 1611-1612: raadslid
- 1612-1613: schepen
- 1613-1614: burgemeester van de raadsleden
- 1614-1615: raadslid
- 1616-1617: burgemeester van de raadsleden
- 1617-1618: schepen
- 1618-1619: eerste raadslid
- 1620-1621: burgemeester van de schepenen
- 1621-1622: burgemeester van de schepenen
- 1625-1626: raadslid.